# Latvijas kauss 2019
La Coppa di Lettonia 2019 (in lettone Latvijas kauss) è stata la 78ª edizione del torneo (la 25ª dall'indipendenza). La competizione, giocata a eliminazione diretta, è iniziata il 22 maggio 2019 e si è conclusa il 26 ottobre 2019. Il Riga FC era la squadra campione in carica.
L'RFS Riga ha conquistato il trofeo per la prima volta nella sua storia.

## Primo turno
Partecipano al primo turno 16 squadre della 2. Līga 2019, il terzo livello del campionato lettone di calcio.
| Squadra 1      | Risultato | Squadra 2        |
| -------------- | --------- | ---------------- |
| 22 maggio 2019 |           |                  |
| Salaspils      | 4 – 1     | Jūrnieks         |
| 23 maggio 2019 |           |                  |
| Upesciems      | 2 – 1     | Jūrmala          |
| 25 maggio 2019 |           |                  |
| Rīga United    | 1 – 3     | Karosta          |
| LDZ Cargo      | 7 – 0     | Monarhs/Flaminko |
| Talsi/Laidze   | 0 – 1     | AFK Aliance      |
| 26 maggio 2019 |           |                  |
| Olaine         | 1 – 2     | Kalupe           |
| DSVK Traktors  | 1 – 3     | Krimulda         |
| 31 maggio 2019 |           |                  |
| Caramba Rīga   | 8 – 2     | Limbaži          |

## Secondo turno
Partecipano al secondo turno le 8 squadre vincenti del turno precedente, più altre 11 squadre di 2. Līga e 9 squadre di 1. Līga 2019, il secondo livello del campionato lettone di calcio.
| Squadra 1         | Risultato       | Squadra 2        |
| ----------------- | --------------- | ---------------- |
| 12 giugno 2019    |                 |                  |
| Caramba Rīga      | 5 – 3           | Mārupe           |
| 14 giugno 2019    |                 |                  |
| JDFS Alberts      | 3 – 1 (dts)     | Staiceles Bebri  |
| 15 giugno 2019    |                 |                  |
| Auda Ķekava       | 1 – 5           | Tukums 2000      |
| Kalupe            | 0 – 0 (3-5 dtr) | New Project      |
| Salaspils         | 3 – 0           | Upesciems        |
| 16 giugno 2019    |                 |                  |
| Karosta           | 8 – 1           | Madona           |
| Albatroz SC       | 1 – 2           | Grobiņa          |
| Super Nova        | 3 – 3 (2-0 dtr) | Rēzeknes FA      |
| Līvāni/Livmet     | 5 – 1           | Nikers Kuldīga   |
| 18 giugno 2019    |                 |                  |
| Alberts FK        | 2 – 1           | Lielupe          |
| 19 giugno 2019    |                 |                  |
| Krimulda          | 3 – 2           | Keiko            |
| AFK Aliance       | 1 – 2           | LDZ Cargo        |
| 21 giugno 2019    |                 |                  |
| Lubāna/Degumnieki | 2 – 6           | Tente            |
| Smiltene          | 3 – 0           | Ghetto FC/Gvatar |

## Terzo turno
Partecipano al terzo turno le 14 squadre vincenti del turno precedente.
| Squadra 1      | Risultato | Squadra 2    |
| -------------- | --------- | ------------ |
| 21 giugno 2019 |           |              |
| Caramba Rīga   | 1 – 0     | Salaspils    |
| 29 giugno 2019 |           |              |
| Tukums 2000    | 9 – 1     | Krimulda     |
| Grobiņa        | 2 – 4     | JDFS Alberts |
| Līvāni/Livmet  | 0 – 7     | Smiltene     |
| 30 giugno 2019 |           |              |
| Tente          | 0 – 1     | Karosta      |
| New Project    | 1 – 2     | Super Nova   |
| LDZ Cargo      | 6 – 0     | Alberts FK   |

## Quarto turno
Partecipano al quarto turno le 7 squadre vincenti del turno precedente e le 9 squadre della Virslīga 2019.
| Squadra 1        | Risultato | Squadra 2      |
| ---------------- | --------- | -------------- |
| 13 luglio 2019   |           |                |
| JDFS Alberts     | 0 – 1     | Caramba Rīga   |
| 14 luglio 2019   |           |                |
| Tukums 2000      | 4 – 1     | Ventspils      |
| Smiltene         | 0 – 4     | Liepāja        |
| Super Nova       | 0 – 6     | Riga FC        |
| Valmiera         | 1 – 2     | RFS Riga       |
| 15 luglio 2019   |           |                |
| Jelgava          | 1 – 0     | Metta          |
| Spartaks Jūrmala | 0 – 1     | BFC Daugavpils |
| 17 luglio 2019   |           |                |
| Karosta          | 4 – 1     | LDZ Cargo      |

## Quarti di finale
| Squadra 1         | Risultato       | Squadra 2   |
| ----------------- | --------------- | ----------- |
| 4 agosto 2019     |                 |             |
| Caramba Rīga      | 1 – 1 (3-4 dtr) | Karosta     |
| 21 agosto 2019    |                 |             |
| BFC Daugavpils    | 1 – 2           | Jelgava     |
| Liepāja           | 1 – 2           | RFS Riga    |
| 1º settembre 2019 |                 |             |
| Riga FC           | 4 – 0           | Tukums 2000 |

## Semifinali
| Squadra 1         | Risultato | Squadra 2 |
| ----------------- | --------- | --------- |
| 25 settembre 2019 |           |           |
| Karosta           | 0 – 5     | Jelgava   |
| 26 settembre 2019 |           |           |
| RFS Riga          | 3 – 1     | Riga FC   |

## Finale
| Arbitro: | Golubevs |

|                                          |           |                              |
| Solovjovs 6’ Lemajić 45+1’ Šimkovič 102’ | Marcatori | 52’ Hvoiņickis 53’ Minkevičs |

| FK RFS | FK Jelgava |